# Kerstin Thorborg
Kerstin Thorborg född 19 maj 1896 i Söromsjöbygden i Venjans socken i Dalarna, död 12 april 1970 i Hedemora, var en svensk operasångerska (alt, mezzosopran), hovsångerska från 1944.

## Biografi
Kerstin Thorborg var dotter till Viktor Thorborg och Hildur Bohman. Hon var född i Venjan, men familjen flyttade efter ett par år till Hedemora där hennes far arbetade som tidningsredaktör.  Hennes far hade en kraftig basröst bland annat använd i manskören Orphei Drängar. Efter att Kerstin Thorborg som tonåring framträtt som solist vid en OD-konsert i Hedemora, övertygade OD-isterna hennes föräldrar att hon borde sättas i sångarskola. Via privatlektioner i Stockholm blev hon antagen som elev vid Kungliga Operan 1923.
Thorborg debuterade på Stockholmsoperan som Lola i På Sicilien 1923. 1924 hade hon sin stora operadebut som Ortrud i Wagners Lohengrin och var sedan verksam där 1925 till 1930. Thorborg karriär går fort uppåt, redan 1926 får hon hedersuppdraget att tillsammans med sopranen Greta Söderman att representera svensk vokalkonst vid en stor musikfestival i Kiel arrangerad av Tysk-Svenska vänföreningen. Operachefen i Stockholm kontrakterar henne för tre säsongen fram till 1929 med våldsamt ökad lön.
Hon gifte sig 1928 med teaterchefen Gustaf Bergman (1880–1952). Han hade tidigare gjort karriär som hjältetenor ute i Europa och sju år i USA Under denna karriär hade han bland annat haft ett livligt umgänge med bland annat familjen Wagner i Bayereuth och blivit god vän med operakompositören Puccini.  Efter att Thorborg gjort stor succé vid en stor konsert med svensk musik i Frankfurt 1927 och giftermålet med Gustav Bergman, satsade Thorborg allt mer på en karriär i Tyskland.
Adolf Hitler beundrade Richard Wagner och hans operor. Thorborg, som var en av sin tids absolut bästa wagnersångerskor, tog däremot tidigt avstånd från nazismen. Därför förnyade hon inte sitt kontrakt med Berlinoperan 1934. När nazisterna sedan också tog makten i Österrike och började avskeda judiska medarbetare, bröt hon sitt kontrakt med Wienoperan och reste till USA.
Hon var en del av den fasta ensemblen vid Metropolitan i New York 1938 till 1950. I USA kallades hon populärt för ”altarnas Caruso”. Hon sågs som en av sin tids främsta Wagner-sångerskor och gjorde roller som Venus i Tannhäuser, Fricka och Kundry, men sjöng även med förkärlek Verdi och den särskilda älsklingsrollen Orfeus i Christoph Willibald Glucks Orfeus och Eurydike.
1950 avslutade Thorborg sin sångarkarriär och bosatte sig i sitt hus i Hedemora i södra Dalarna. Hennes grav finns på Hedemora kyrkogård.

## Inspelningar
Thorborgs röst finns bevarad i ett antal inspelningar, framför allt liveupptagningar av Wagner-operor såsom Lohengrin, Siegfried och Ragnarök. Dessutom finns en liveupptagning från en märklig konsert i Amsterdam 1939, där en kvinna ur publiken stör framförandet av den judiske tonsättaren Gustav Mahlers Das Lied von der Erde genom att stega fram mot den tyske dirigenten Carl Schuricht och med holländsk accent klart och tydligt uttala orden: ”Deutschland über alles, Herr Schuricht”. Thorborg, som just ska inleda den andra delen av den mycket stämningsmättade, avslutande sången Der Abschied, låter sig dock inte bringas ur fattningen av detta intermezzo. Som exempel på inspelningar kan nämnas:
- Wagner in Stockholm. Recordings 1899–1970. Bluebell ACD 091 (4 CD).
- Kerstin Thorborg: Lebendige Vergangenheit. Samlingsskiva med musik av Georges Bizet, Camille Saint-Saëns, Christoph Willibald Gluck, Richard Wagner, Franz Schubert, Johannes Brahms och Hugo Wolf. Preiser Records 89084.
- Ortrud i Wagner: Tannhäuser, New York, 19 december 1942; Helen Traubel, Lauritz Melchior, Alexander Kipnis, Kerstin Thorborg, Herbert Janssen; George Szell, dir. Archipel.
- Das Lied Von Der Erde by Gustav Mahler, Carl Schuricht, Concertgebouw, Kerstin Thorborg and Carl Martin Öhmann. BelAge.
- Walter Conducts Das Lied von der Erde. Dutton Labs UK.
- Erda i Richard Wagners Siegfried. Metropolitan Opera. Dir. Artur Bodanzky. Guild. Även utgiven på Naxos.
- Fricka i Richard Wagner: Die Walküre. New York, 2 december 1944: Lauritz Melchior, Rose Bampton, Helen Traubel, Herbert Janssen, Kirsten Thorborg, Alexander Kipnis; dir. George Szell. Myto.
- Toscanini Conducts Beethoven Symphony 9. NBC Symphony Orchestra. Music & Arts Program.
- Brangäne i Wagner: Tristan und Isolde. Metropolitan Opera House 1943. Live. Naxos.
- Venus i Richard Wagner: Tannhäuser. New York, 4 januari 1941: Kirsten Flagstad, Kerstin Thorborg, Lauritz Melchior, Herbert Janssen, Emanuel List, John Dudley, Emery Darcy, Mack Harrell, Maxine Stellman; Erich Leinsdorf. Naxos.
- Verdi: Messa da Requiem. Dir. Arturo Toscanini. Testament.
- Herodias i Strauss: Salome Ljuba Welitsch m.fl. Dir. F. Reiner. Gebhardt.
- Wagner: Mästersångarna i Nürnberg. Dir. A. Toscanini, Salzburg 1937. Andante.

För fler inspelningar hänvisas bland annat till Amazon.

## Utmärkelser/uppdrag
- 1939 – Litteris et Artibus
- 1944 – hovsångerska